# Wierzyce (gromada)
Wierzyce – dawna gromada, czyli najmniejsza jednostka podziału terytorialnego Polskiej Rzeczypospolitej Ludowej w latach 1954–1972.
Gromady, z gromadzkimi radami narodowymi (GRN) jako organami władzy najniższego stopnia na wsi, funkcjonowały od reformy reorganizującej administrację wiejską przeprowadzonej jesienią 1954 do momentu ich zniesienia z dniem 1 stycznia 1973, tym samym wypierając organizację gminną w latach 1954–1972.
Gromadę Wierzyce z siedzibą GRN w Wierzycach utworzono – jako jedną z 8759 gromad na obszarze Polski – w powiecie gnieźnieńskim w woj. poznańskim, na mocy uchwały nr 19/54 WRN w Poznaniu z dnia 5 października 1954. W skład jednostki weszły obszary dotychczasowych gromad Imielno, Przyborowo i Wierzyce, ponadto miejscowość Chwałkówko z dotychczasowej gromady Fałkowo oraz obszar obejmujący karty 2 i 3 obrębu Imielenko z dotychczasowej gromady Imielenko ze zniesionej gminy Łubowo w powiecie gnieźnieńskim, a także obszar dotychczasowej gromady Wagowo oraz miejscowość Czachurki z dotychczasowej gromady Gołuń ze zniesionej gminy Polskawieś w powiecie poznańskim w tymże województwie. Dla gromady ustalono 10 członków gromadzkiej rady narodowej.
31 grudnia 1959 z gromady Wierzyce wyłączono miejscowości Czachurki, Jezierce, Wagowo i Wiśniewo, włączając je do gromady Pobiedziska w powiecie poznańskim w tymże województwie.
Gromadę zniesiono 1 stycznia 1960, a jej obszar włączono do gromady Łubowo w tymże powiecie.